# Influenza-Schnelltest
Der Influenza-Schnelltest ist ein Lateral-Flow-Test, der der schnellen, orientierenden Diagnose von Influenza dient, wenn empfindlichere Methoden nicht zur Verfügung stehen.
Im Rahmen der Therapie der Influenza mit Medikamenten der Klasse der Neuraminidasehemmer (z. B. Zanamivir und Oseltamivir), deren Therapie innerhalb von 48 Stunden nach Auftreten der ersten Krankheitssymptome beginnen soll, ist es notwendig, kurzfristig eine gesicherte Diagnose zu stellen. Eine laborbasierte Diagnostik würde zu lange dauern, so dass sich hier der Einsatz eines Influenza-Schnelltestes anbietet. Des Weiteren ist es notwendig, Influenza (A und B) von den ca. 200 Viren, die akute respiratorische Erkrankungen (ARE) hervorrufen, abzugrenzen. Resistenzen werden dabei nicht erfasst.
Influenza-Schnellteste beruhen auf dem Nachweis von Influenza-Antigenen, die sich im Probenmaterial befinden. Nachgewiesen werden die Influenza-Antigene durch konjugierte Antikörper, die sich in einem Teststreifen befinden. Der Teststreifen ist aus einer Nitrocellulose-Membran aufgebaut. Zum Durchführen des Tests wird der Teststreifen mit der einen Seite in das Probenmaterial eingetaucht und durch Kapillarwirkung wird die Flüssigkeit über den Teststreifen geleitet. Bei Vorhandensein von Antigenen bilden sich Antigen-Antikörper-Komplexe, die dann als farbige Markierung sichtbar werden. Diese Methode ist ähnlich dem Immunassay. Als Probenmaterial werden Nasenspülflüssigkeit und Nasen/Rachenabstrich genutzt. Der Test dauert nur 15 Minuten.

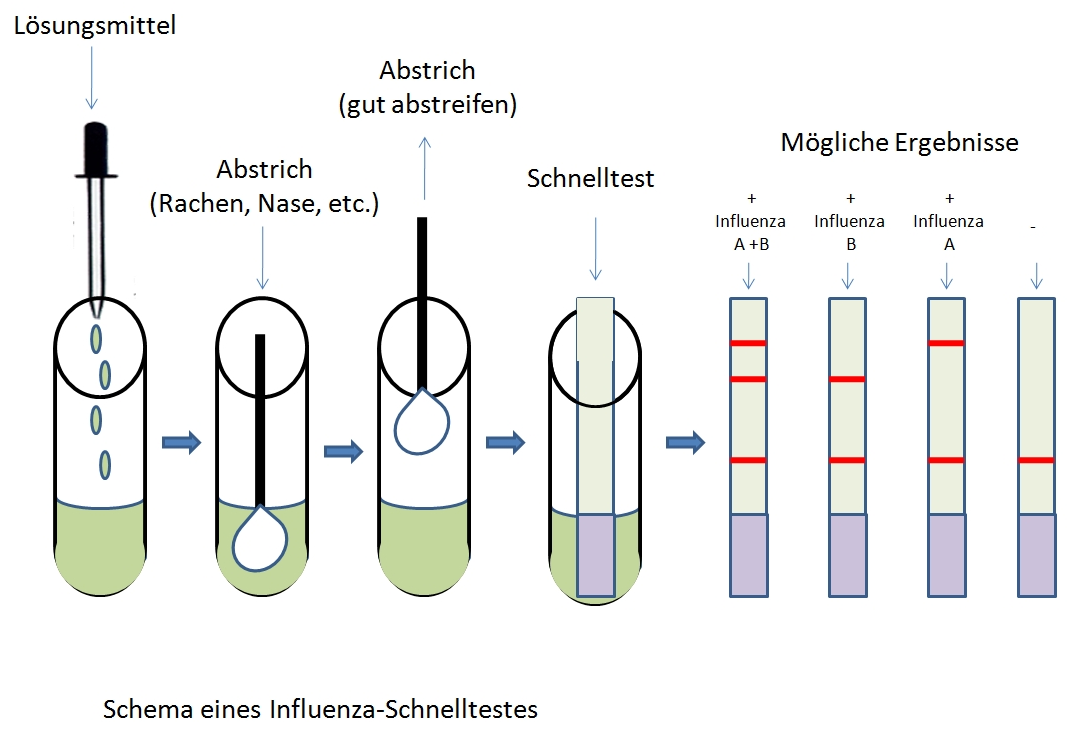
Schema eines Influenza-Schnelltest

Die Schnellteste erreichen eine Sensitivität von ca. 80 % und eine Spezifität ca. 85 %; dies bedeutet ein fehlerhaftes Ergebnis (falsch positiv oder falsch negativ) in etwa 15–20 % der Untersuchungen.
Diese Werte sind abhängig von den Milieubedingungen. Nahrungsaufnahme kurz vor dem Schnelltest kann z. B. bei einem Rachenabstrich zu negativen Ergebnissen führen, da die Anzahl der Viren im Rachenraum dann verringert ist. Ein positives Schnelltest-Ergebnis sollte in einem diagnostischen Labor mittels PCR bestätigt werden, um ein eindeutigeres Ergebnis zu erhalten.